# Topozero
Topozero (rusky Топозеро) je jezero, které leží v nadmořské výšce 109 m na severu Karelské republiky v severozápadním Rusku. Je to čtvrté největší jezero v Karelské republice. Celková rozloha jezera je 986 km². Jeho délka je 75,3 km a šířka 30,3 km. Je protáhnuté ze severoseverozápadu a na jihojihovýchod. Jeho maximální hloubka je 56 m.

## Pobřeží
Jezero má členité pobřeží s velkým množstvím zálivů a to hlavně na východní straně. Břehy nejsou vysoké, jsou kamenité pokryté jehličnatými a smíšenými lesy. Jsou zde skalnaté úseky a také nízké bažinaté (především na jihovýchodě jezera).

## Ostrovy
Na jezeře je 144 ostrovů o celkové rozloze 63 km², které leží především u jihozápadního břehu.

## Vodní režim
Zdroj vody je převážně sněhový. Vyšší úrovně dosahuje v červnu, nižší v dubnu. Zamrzá na konci října a rozmrzá v květnu. Do jezera ústí řeka přitékající z Pjaozera. Ústí do západního konce jezera. Před postavením Kumské hydroelektrárny vytékala z jihovýchodního konce jezera 400metrová spojovací řeka do Levického jezera, která se ztratila z důvodu snížení hladiny Topozera.

## Využití
Od roku 1966 je Topozero součástí Kumské vodní nádrže. Po jezeře se splavuje dřevo. Severně od jezera prochází silnice z Louchi na trase Sankt Petěrburg - Murmansk do Kalevaly na břehu jezera Kujto a rovněž železniční trať Louchi-Sofporog. Na břehu leží obce Kesteňga a Sofporog.

### Flóra a fauna
V lesích roste mnoho brusinek, borůvek a hub, v bažinách ostružiny, vlochyně a klikva.
V jezeře a po celé cestě se dobře loví ryby (síhové, marény, lipani, korušky), nejlépe v ústích mělkých řek vtékajících do něj.